# Bobadilla (La Rioja)
Bobadilla es un municipio de la comunidad autónoma de La Rioja (España). Por este transcurre el río Najerilla.

## Ubicación
El municipio limita al norte con Baños de Río Tobía (a 1,9 km del núcleo urbano), al este con Ledesma de la Cogolla (a 2,7 km del núcleo urbano) y Pedroso (a 3,3 km del núcleo urbano), al sur con Anguiano y al oeste con Matute. Se encuentra a tan solo 25 minutos de Logroño, además de estar conectada a través de autobuses constantemente.

## Historia
Se le hace referencia en un acta matrimonial entre Iñigo Ortiz de Zúñiga y Juana, hija bastarda del rey Carlos III, de 8 de marzo de 1396, en la que el padre del novio dotó a su hijo con diversas localidades, entre ellas Baños de Rioja, Bobadilla, Clavijo y Huércanos.

## Etimología
En un bula de 1199 por la que se concedían privilegios al monasterio de San Millán de la Cogolla aparece nombrado como Bovacella, que según Galmés, procede de la raíz prerromanánica bob-, 'collado, garganta'. Su segundo elemento -cella sería 'granero'. De este modo significaría 'lugar donde se guarda el grano para que coman los bueyes'. Esta denominación romance, que proviene del latín Bovata, remite al lugar donde pacen los bueyes en su forma diminutiva femenina.

## Geografía humana

### Demografía
Cuenta con una población de 101 habitantes (INE 2024).
| Gráfica de evolución demográfica de Bobadilla entre 1842 y 2021                                                       |
| |
| Población de derecho según los censos de población del INE. Población de hecho según los censos de población del INE. |

## Administración
| Periodo   | Nombre                        | Partido |
| --------- | ----------------------------- | ------- |
| 1979-1983 | Ciriaco Tobías Azofra         | PSOE    |
| 1983-1987 | Ciriaco Tobías Azofra         | PSOE    |
| 1987-1991 | Ciriaco Tobías Azofra         | PSOE    |
| 1991-1995 | Ciriaco Tobías Azofra         | PSOE    |
| 1995-1999 | Ildefonso Somalo García       | PP      |
| 1999-2003 | Ildefonso Somalo García       | PP      |
| 2003-2007 | Miguel Ángel Rodríguez Neila  | PP      |
| 2007-2011 | Miguel Ángel Rodríguez Neila  | PP      |
| 2011-2015 | Miguel Ángel Rodríguez Neila  | PP      |
| 2015-2019 | Miguel Ángel Rodríguez Neila  | PP      |
| 2019-2023 | Encarnación Lejárraga Lacalle | PSOE    |
| 2023-act. | Encarnación Lejárraga Lacalle | PSOE    |

## Economía

### Evolución de la deuda viva
El concepto de deuda viva contempla sólo las deudas con cajas y bancos relativas a créditos financieros, valores de renta fija y préstamos o créditos transferidos a terceros, excluyéndose, por tanto, la deuda comercial.
Entre los años 2008 a 2014 este ayuntamiento no ha tenido deuda viva.

## Lugares de interés

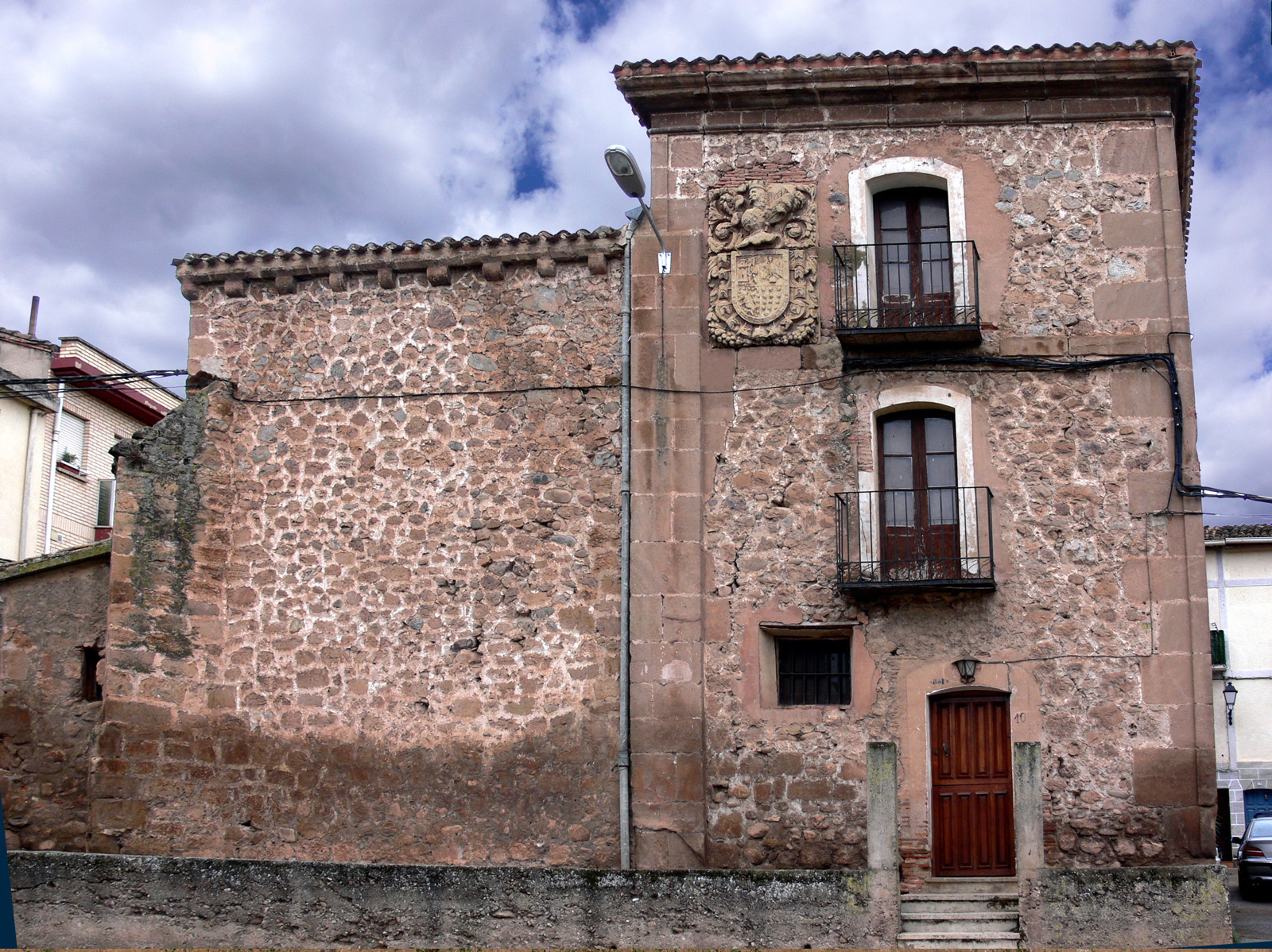
Palacio del Conde de Avellanosa.

- Iglesia parroquial de San Juan Bautista: fue construida entre los siglos XIV y XV. Su torre y fachada fueron restauradas en 2006.[8]
- Palacio del Conde de Avellanosa Importante noble que vivió en el pueblo.
- Junto al río Najerilla se encuentra un área recreativa y el puente mocho, restos de un antiguo puente romano que atrae a muchos vecinos de los pueblos de alrededor bañarse en sus aguas. .
- Arco con escudo, se encuentra en el jardín de la plaza y guarda la historia del pueblo.
- Además, a lo largo de todo el pueblo se pueden observar escudos en las casas, dependiendo a que familia perteneciesen en antaño.
- Puente de agujeros, este es en un acueducto al que se puede llegar a través de los bonitos caminos que rodean el pueblo, y desde se puede contemplar una de las mejores vistas del municipio.
- Fuente de la virgen, la patrona del pueblo es la virgen Valvanera y cerca del municipio se encuentra un refugio con la escultura románica de la madre con el niño, lugar de mucho tránsito ya que es parada obligatoria para cualquier paseo.

## Deporte
Anualmente, el último sábado de abril se realiza una marcha nocturna a pie de unos 63 km que parte de Logroño hacia el monasterio de Valvanera, conocida como la Valvanerada. La localidad colabora en su organización repartiendo avituallamiento.

## Flora y fauna
El río Najerilla está repleto de truchas y en sus orillas rodeado de choperas habita el visón europeo. Otros animales frecuentes son erizo, tórtola, oropéndola, lución y piscardo.
Respecto a sus montes, Bobadilla tiene el privilegio de estar rodeada de montes y junto con ello unas increíbles vistas del mundo rural que le representa. Su monte principal es Peñalta, icono del pueblo.

## Fiestas
- En fin de semana previo al 24 de junio, festividad de San Juan, se celebra el Festival de la trucha, que viene realizándose desde 1980. Está organizada por la Asociación Española de Piscicultores y en ella se reparten unos 4.000 bollos de pan con trucha y jamón, además de realizarse concursos gastronómicos y bailes de danzadores.[9]
- Fiestas de San Juan. 23, 24 y 25 de junio, todo el pueblo celebra con orgullo las fiesta de su patrón, hay danzas, concursos gastronómicos, juegos tradicionales y la comida popular de "San Juanito", todo esto acompañado de risas y música.
- Fiestas de Gracias. El primer fin de semana de septiembre. En ellas se realizan danzas en honor de la Virgen de Valvanera. El fin de semana siguiente se sube al Monasterio de Valvanera, donde se ofician actos religiosos, jotas y se realiza una comida de hermandad en la que los monjes del monasterio ofrecen paella a los visitantes en señal de la unidad del pueblo.
- Calaos. El último fin de semana de mayo se abren las bodegas del pueblo y junto con vino, pintxos y música se invita a todo el mundo a venir.
- Aparte, numerosos fines de semana al año hay eventos organizados por la Asociación Socio Cultural Peñalta de la que son la mayoría de habitantes del municipio.